# 清泉下拱北
清泉下拱北，位于中国青海省平安县巴藏沟乡清泉村，为第七批青海省文物保护单位，公布日期为2004年5月10日，类型为古建筑。
清泉下拱北的历史年代为清。